# Thierry Rey

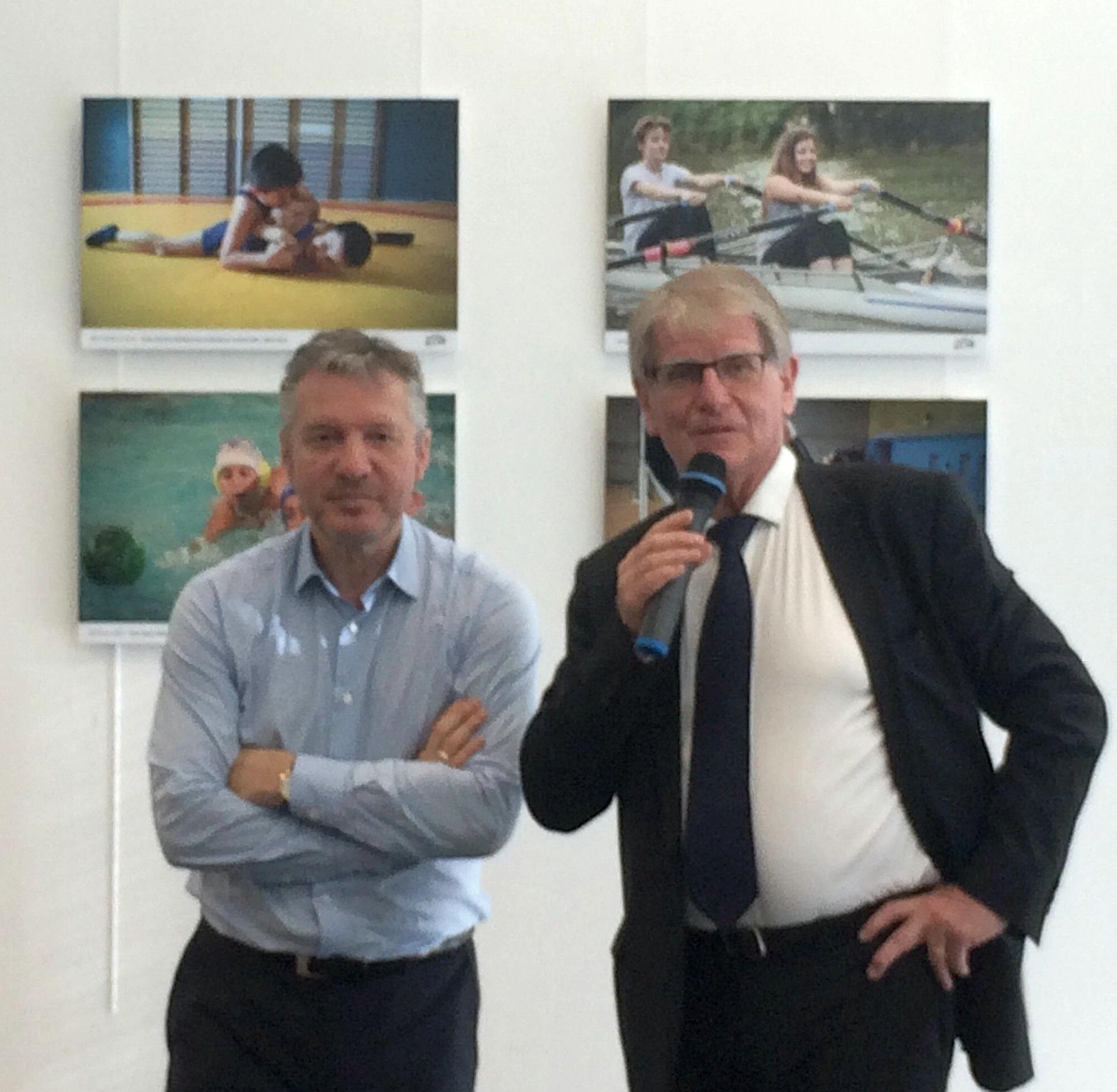
Thierry Rey (links) im Jahr 2016

Thierry Rey (* 1. Juni 1959 in Veurne, Belgien) ist ein ehemaliger französischer Judoka. Er trägt den 7. Dan.

## Laufbahn
Der 1,72 m große Thierry Rey gewann 1978 seinen ersten französischen Landesmeistertitel im Superleichtgewicht, der Gewichtsklasse bis 60 kg. Ende des Jahres gewann er mit der französischen Mannschaft die Team-Europameisterschaft. 1979 belegte Rey mit der Mannschaft den zweiten Platz bei der Team-Europameisterschaft. Bei den Judo-Weltmeisterschaften 1979, die in Paris ausgetragen wurden, gewann Thierry Rey seinen ersten internationalen Einzel-Titel. Nach einer Bronzemedaille bei den Europameisterschaften im Mai 1980 gewann Rey in Moskau bei den Olympischen Spielen 1980 die Goldmedaille.
Ende 1980 wechselte Thierry Rey vom Superleichtgewicht ins Halbleichtgewicht, der Klasse bis 65 kg. In dieser Gewichtsklasse siegte Rey von 1981 bis 1983, so dass er mit seinen drei Siegen in der Klasse darunter auf sechs Meistertitel in Folge kam. Bei den Europameisterschaften 1981 gewann er die Silbermedaille hinter dem Rumänen Constantin Niculae. 1982 siegte Torsten Reißmann aus der DDR bei den Europameisterschaften vor Rey. Im Oktober 1982 gewann Rey mit der französischen Mannschaft zum zweiten Mal nach 1978 bei der Team-Europameisterschaft. 1983 siegte Rey nach zwei zweiten Plätzen erstmals bei den Europameisterschaften, wie bei seinem Weltmeisterschaftsgewinn 1979 gelang ihm der Sieg in Paris. Sein letztes internationales Turnier bestritt Rey im Mai 1984.